# Song Suk-woo
Song Suk-woo (kor. 송석우; ur. 1 marca 1983) – południowokoreański łyżwiarz szybki specjalizujący się w short tracku, mistrz olimpijski, multimedalista mistrzostw świata.
Wystąpił podczas igrzysk olimpijskich w Turynie w 2006 roku. Wziął udział w jednej konkurencji – w biegu sztafetowym zdobył złoty medal olimpijski (w koreańskiej sztafecie wystąpili również: Ahn Hyun-soo, Lee Ho-suk, Oh Se-jong i Seo Ho-jin). 
W 2003 i 2004 roku zdobył łącznie dziewięć medali mistrzostw świata (dwa złote, trzy srebrne i cztery brązowe), w latach 2003–2006 trzy medale drużynowych mistrzostw świata (dwa złote i jeden srebrny), w 2003 roku trzy medale igrzysk azjatyckich (dwa złote i jeden brązowy), a w 2005 roku trzy medale zimowej uniwersjady (dwa złote i jeden srebrny).